# Nacka község
Nacka község (svédül: Nacka kommun) Svédország 290 községének egyike. Stockholm megyében található, székhelye Nacka.

## Települések
A község települései:
| Település    | Népesség | Megjegyzés                            |
| ------------ | -------- | ------------------------------------- |
| Boo          | 24052    |                                       |
| Fisksätra    | 7475     |                                       |
| Hästhagen    | 499      |                                       |
| Kil          | 731      |                                       |
| Kummelnäs    | 3848     |                                       |
| Saltsjöbaden | 9491     |                                       |
| Stockholm    | 33 057   | ennek része a község székhelye, Nacka |
| Älta         | 9989     |                                       |

## Népesség
| Lakosok száma | 101 231 | 103 656 | 105 189 | 106 505 | 108 234 | 109 486 | 110 633 | 112 112 | 112 572 |
|               | 2017    | 2018    | 2019    | 2020    | 2021    | 2022    | 2023    | 2024    | 2025    |